# Melanophthalma rispini
Melanophthalma rispini is een keversoort uit de familie schimmelkevers (Latridiidae). De wetenschappelijke naam van de soort werd in 2007 gepubliceerd door Wolfgang H. Rücker & Johnson.
Het kevertje wordt 1,43 tot 1,6 millimeter lang. De soort komt voor van Frankrijk, Zwitserland, Italië, Slovenië en Hongarije tot Oekraïne, Turkije en Jordanië.